# Lalinci
Lalinci (srbsky Лалинци) jsou vesnice v západní části Srbska, administrativně spadající pod opštinu Ljig v Kolubarském okruhu. Vesnice se nachází jižně od města Ljig. V roce 2011 zde žilo 224 obyvatel, počet obyvatel od roku 1961 dlouhodobě klesá.
Z národnostního hlediska je obyvatelstvo v drtivé většině srbské národnosti. Homogenní obyvatelstvo zde je od dob prvního a druhého srbského povstání.
V bezprostřední blízkosti Lalinců prochází srbská dálnice A2, známá též pod názvem Miloše Velikého. Přestože se u obce nachází velké dálniční odpočívadlo, nestojí zde žádný sjezd. Do obce nevedou žádné významnější silniční komunikace.